# Cubewano

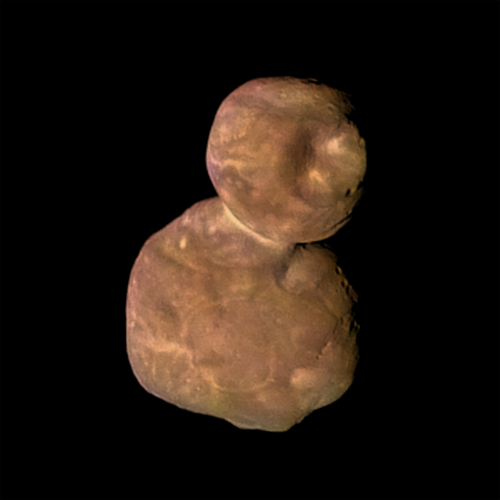
Obiekt (486958) Arrokoth (2014 MU_{69}) sfotografowany przez sondę New Horizons z odległości ok. 6 700 km

Cubewano (klasyczne obiekty Pasa Kuipera) – rodzaj planetoid (obiektów transneptunowych) z Pasa Kuipera, okrążających Słońce w odległości 40–50 au po orbitach o stosunkowo niewielkiej ekscentryczności.
Cechą charakterystyczną tych ciał niebieskich jest to, iż nie występuje u nich rezonans orbitalny z Neptunem i nie przecinają one jego orbity w drodze wokół Słońca; skutkuje to stabilnością ich orbit w długich przedziałach czasu.
Nazwa „cubewano” (czyt. kiu-bi-uan-ou) pochodzi od oznaczenia tymczasowego pierwszego odkrytego obiektu z tej grupy, 1992 QB1 i angielskiej wymowy skrótu „QB1”. Alternatywnie stosowana jest nazwa „klasyczne obiekty Pasa Kuipera” (ang. Classical Kuiper Belt Objects, CKBO), odnosząca się do faktu, że ich orbity najlepiej odpowiadają przewidywaniom dynamicznych modeli stworzonych po odkryciu pierwszych ciał Pasa Kuipera.

## Przedstawiciele
Wybrane cubewana:
- (15760) Albion (1992 QB1)
- (19521) Chaos
- (20000) Waruna
- (50000) Quaoar

Duże cubewano i plutonki; diagram ukazuje wielkości, a linie pokazują rozpiętości pomiędzy peryheliami i apheliami tych ciał

- (136472) Makemake – największe znane obecnie cubewano i jeden z największych obiektów transneptunowych
- (486958) Arrokoth – obiekt obserwowany z bliska przez sondę New Horizons
- (145452) Ritona
- 2001 QW322 – nietypowy układ podwójny